# Édouard Lachaud
Pour les articles homonymes, voir Lachaud.
Édouard Lachaud, né le 7 juin 1857 à Brive-la-Gaillarde (Corrèze) et mort le 23 octobre 1923 dans la même ville, est un homme politique français.

## Biographie
Médecin, il est conseiller municipal de Malemort, conseiller général et député de la Corrèze de 1898 à 1919, inscrit au groupe de la Gauche radicale. Il s'intéresse surtout aux questions militaires.

## Sources
- « Édouard Lachaud », dans le Dictionnaire des parlementaires français (1889-1940), sous la direction de Jean Jolly, PUF, 1960 [détail de l’édition]